# Het spiedende oog
Het spiedende oog is het 26ste album uit de stripreeks F.C. De Kampioenen. Het album is getekend door Hec Leemans met medewerking van Tom Bouden. Het album is verschenen in 2003. Standaard Uitgeverij is de uitgever van de strip.

## Verhaal
De Kampioenen worden geteisterd door een hele reeks inbraken. Markske moet van Bieke ondertussen een job vinden. Hij vindt ook de job van zijn leven. Verkoper van beveiligingsapparatuur bij 'Het spiedende oog'. Hij gaat echter vanaf het begin van de strip telkens de verkeerde deur binnen in het gebouw. Hij probeert intussen iedereen te overtuigen om beveiligingsapparatuur te kopen.

## Hoofdpersonages
- Marc Vertongen
- Carmen Waterslaeghers
- Xavier Waterslaeghers
- Balthasar Boma
- Bieke Crucke
- Pascale De Backer
- Pol De Tremmerie
- Doortje Van Hoeck
- Fernand Costermans
- Nero

## Gastpersonages
- Spelers van F.C. Het Dameskransje
- Inspecteur Porei
- Betty
- Spelers van F.C. De Wonderbra's
- Deneuckere
- Directeur van Het spiedende oog
- 2 medewerkers in het gebouw van Het spiedende oog

## Trivia
De reeks van inbraken in het begin en de verhalenloop doet denken aan aan de strip De dader heeft het gedaan

Zal 't gaan, ja? · Mijn gedacht! · Buziness is buziness · Vliegende dagschotels · 't Is niet waar, hé? · De dubbele dino's · Kampioen zijn is plezant! · Kampioenen op verplaatsing · Tournee Zénérale · De ontsnapping van Sinterklaas · Xavier in de puree · Het sehks-schandaal · De kampioenen maken een film · Oma Boma · De huilende hooligan · Bij Sjoeke en Sjoeke · Het geval Pascale · De simpele duif · Supermarkske · Supermarkske slaat terug · Kampioenen aan zee · Boma in de coma · De dader heeft het gedaan · De wereldkampioenen · Sergeant Carmen · Het spiedende oog · Vertongen en zoon · Man, man, man! · Stem voor mij! · Gebakken lucht · Kampioenen op wielen · De zeep-serie · Kampioenen in Afrika · Supermarkske op de bres · Agent Vertongen · De trouwpartij · Kampioenen op latten · Buffalo Boma · De vliegende reporter · De groene zwaan · Xavier gaat vreemd · De lastige kampioentjes · Boma in de wellness · De antieke antiquair · Alle hens aan dek  · Supermarkske op het slechte pad  · De schat van de Macboma's · De Jobhopper · De Kampioenen in het circus · 50 Kaarsjes... · Baby Vertongen · De nies van de neus · Don Padre Padrone · De rally van tante Eulalie · Paulientje op de dool · Miss Moeial · Carmen in het nieuw · Het geheim van de kampioentjes · De Afronaut · De erfenis van Maurice · De Kampioenen maken ambras · Oma Boma trainer · DDT doet weer mee · 20 jaar later · De Kampioenen in Pampanero · Kampioentjes verliefd · Supermarkske is weer fit · De pil van Pol · Vertongen Vampier · Fernand gaat trouwen · De verdwenen kampioenen · Xaverius De Grote · Komen vreten · Dolle Door · Hello poepa · De vinnige voetballer · Vijftig tinten paarsblauw · Dokter Jekyll en mister Vertongen · De kampioenen van de filmset · De Kampioentjes en het spookkasteel · De Kampioenen in Rio · Boma op de klippen · Op zoek naar Neroke · Supermarkske bakt ze bruin · De Corsicaanse connectie · De lotto-kampioen · DDT op het witte doek · De geniale djinn · Paniek in de Pussycat · De kampioentjes maken het bont · De malle mascotte · De pakjesoorlog · Supermarkske is weer proper · De tandartsassistente · Maurice de zwijger · Pol en Doortje gaan scheiden · Allemaal cinema! · Boma burgemeester · De nieuwe kolonel · Alles loopt in het honderd · De bucketlist van Xavier · Bibi Carmen · De kampioentjes en de kroonprins · Vrouwen aan de macht · Patatten en saucissen · De bronzen beker · Supermarkske en de 7 dwergen · De Kampioenen trappen door · De grimas van een paljas · De verjaardagstaart · Kampioenen aan het front · Boma in de val · Terug naar Splotsj · Ginette · Gespuis in huis · De knecht van tante Eulalie · De bal is rond · De strijd der titanen